# Rimska opeka
Pojem rimska opeka se lahko nanaša bodisi na vrsto opeke s poreklom iz starega Rima in so jo širili Rimljani na ozemlja, ki so jih osvojili,ali moderen tip opeke,  ki se zgleduje po starem tipu. V obeh primerih je značilno, da ima daljše in bolj ploske dimenzije kot  standardna moderna opeka.

## Zgodovina

### Antični Rim
Rimljani so izdelovali žgano glineno opeko, ki so jo rimske legije, ki so prenašale mobilne peči, uvedle v mnogih delih cesarstva. Rimska opeka je bila pogosto žigosana z znakom legije, ki je nadzorovala njihovo proizvodnjo. Uporabi opeke v južni in zahodni Nemčiji na primer, je lahko slediti nazaj do časa, ki ga je opisoval rimski arhitekt Vitruvij.
Rimska opeka je skoraj vedno nižja od sodobne opeke in je bila izdelana v različnih oblikah in velikostih.  Oblike so bile kvadratna, pravokotna, trikotna in krožna in raznih izmer. Najdaljšo so izmerili kar tri čevlje v dolžino.  Antična rimska opeka je bila na splošno velika 1½ do 1 rimskega čevlja. Obstajajo razlike do 15 inčev. Ostale velikosti opeke v starem Rimu so bile tudi 24" x 12" x 4" in 15" x 8" x 10". Antične rimske opeke najdemo v Franciji velikosti 8" x 8" x 3". Konstantinova bazilika v Trierju je izdelana iz rimskih opek 15" v kvadrat in 1½" debela. Pogosta je očitna razlika (še posebej, kadar so se ohranili le fragmenti) med rimsko opeko, ki se je uporabljala za stene in ploščice, ki so se uporabljale za strešnike ali tla. Tako arheologi včasih raje uporabljajo splošni izraz keramični gradbeni material (ali CBM).
Rimljani so izpopolnili izdelavo opeke v prvem stoletju obstoja svojega imperija in jo uporabljali povsod, v javnem in zasebnem sektorju gradnje. To svojo spretnost so uvedli tudi pri lokalnih prebivalcih. Na Britanskem otočju je bila rimska opeka, ki so jo uvedli stari Rimljani, v rabi 600 - 700 let.
Pri gradnji kamnitega zidu so Rimljani pogosto, v določenih intervalih, uporabljali tanke vrste opeke, včasih znane kot »vezne ploščice«. To naj bi zgradbi zagotavljalo dodatno stabilnost. Imelo pa je tudi estetski učinek, saj je ustvarjalo večbarvnih videz.
V 1530-tih je angleški zgodovinar John Leland uspešno prepoznal rimsko opeko (čeprav pod zavajajočo oznako "Britska opeka") na več geografsko razpršenih lokacijah, ki so se razlikovale po velikosti in obliki od srednjeveških in modernih opek. To je bilo opisano kot ena prvih vaj v arheološki tipologiji. 

### Srednjeveška Evropa
Po propadu rimskega imperija, so v 5. stoletju opustili mnoge komercialne kamnolome v Evropi. To je vodilo k dosledni rabi rimskih gradbenih materialov naslednjih nekaj sto let. Tako kot veliko rimskega kamna in rimsko opeko zbirali za ponovno uporabo. Primere ponovne uporabe v Veliki Britaniji je mogoče najti v anglosaksonskih cerkvah na Brixworthu, Corbridgeu, St. Martin's, Canterbury in St Nicholas', Leicester in tudi v cerkvi opatije St Alban. 
Proizvodnja rimske opeke se je v zgodnjem srednjem veku postopoma povečevala.

### Moderna doba
Sodobna rimska opeka je bila uvedena v začetku 20. stoletja. Bila je daljša in nižja od drugih sodobnih vrst opeke, vendar ni bila fiksnih dimenzij. V Združenih državah Amerike, v začetku 20. stoletja, je imela nominalne dimenzije 4" x 2" x 12". To je bilo v razmerju 6:2:1, v primerjavi s približno 4:2:1 večine sodobnih vrst opeke. Druga dimenzija je bila še 16" x 6" x 4" (38 x 15 x 10 cm). Povpraševanje se je povečalo in na tržišču se je pojavilo več kot ducat vrst opeke. Roman Brick Company v Glasgowu trenutno ponuja rimsko opeko višine 40, 52, 65 ali 71 mm, širine 90 ali 115 mm in dolžine 290, 365, 440, 490 in 600 mm. 
Rimsko opeko je v ZDA uvedel arhitekturni biro McKim, Mead and White. Do leta 1920 je bilo gradbenikom in arhitektom dostopnih vsaj pet vrst rimske opeke.
Frank Lloyd Wright je uporabil rimsko opeko v svoji zasnovi Robie House v Chicagu in v mnogih njegovih hišah v slogu Prairie.  Za Robie House je Wright izbral opeko pozneje znano kot Pennsylvania Iron Spot Roman brick, saj je osebno potoval v St. Louis, da jo je izbral. Wright je z uporabo rimske opeke v svojem zidovju subtilno poudaril vodoravne črte. Nadaljnje horizontalne poudarke je Wright dosegel z ugreznjeno horizontalno malto, kontrastne barve glede na opeko. V modernem času, ko so bile potrebne obnove zgodovinskih stavb in ohranjanje del Wrighta in njegovih kolegov arhitektov, je bilo rimsko opeko težko pridobiti.

## Opečni žigi iz antičnega Rima
Okrog sredine 1. stoletja pred našim štetjem so izdelovalci rimske opeke začeli uporabljati edinstvene identifikacijske žige. Prvi od teh opečnih žigov so bili preprosti in so vsebovali minimalne podatke, kot je ime osebe in včasih ime opekarne, kjer je bila proizvedena.  Žige so vtisnili v mokro glino z uporabo trdega lesa ali kovine, pred žganjem opeke. Kot se je širilo rimsko cesarstvo, tako se je večala proizvodnja opeke, ki je postala primarni gradbeni material. Število proizvajalcev opeke se je dramatično povečalo. Tudi žigi so postali bolj zapleteni, imeli so več in več informacij. Leta 110 je bilo v žig prvič vključeno ime konzula in leto izdelave, kar omogoča sodobnim opazovalcem ugotoviti točno leto, ko je bila opeka izdelana.
Ti žigi, ko jih gledamo bolj kot zanimivost kot arheološki artefakt, omogočajo znanstvenikom, da spoznajo povpraševanje po opeki v starem Rimu, skozi datume pa kronologijo. Danes najdene opeke z žigi skrbno dokumentirajo in z uporabo arhitekturnega konteksta zagotavlja zanesljivo metodo določanja antične rimske gradnje. Poleg tega so se opečni žigi izkazali za koristne pri določanju splošne antične rimske kronologije.